# Акне
Акне́, вуго́р (лат. acne vulgaris, від грец. ἀκμή; побутова назва прищ) — невеликий запалений вузлик (папула) на шкірі, часто надалі нагноюється, перетворюючись на гноячок (пустула). Є хронічною хворобою із запаленням сальних залоз.
Це хронічне захворювання шкіри зустрічається найчастіше в період настання статевої зрілості. Зазвичай процес розвивається на фоні себореї, часто жирної. Сприяє захворюванню нервове перевтомлення, шлунково-кишкові розлади (закрепи), гіповітамінози[джерело?], ендокринопатії, а також недотримання гігієни шкіри. В основі формування вугрів лежить закупорка сальних залоз. Як наслідок застій шкірного сала в протоці сприяє активації мікробів, що утворюють гній, розвитку запалення та пустулізації. Процес зазвичай локалізується на обличчі (чоло, ніс, підборіддя, щоки), а також на потилиці, спині, грудях. Визначаються гостро та під-гостро перебігаючи запальні висипи переважно вузликового та гнійничкового характеру.

## Класифікація
Розрізняють звичайні, келоїдні, червоні, некротичні, медикаментозні, професійні вугри тощо.
- Звичайні вугри — запальні утворення вузликового характеру у ділянці сально-волосяних фолікулів шкіри обличчя, міжлопаткової ділянки, грудей, шиї.
- Білі вугри («просянка») — білуватого кольору, дрібні, розміром з головку шпильки вузлики, що розташовуються головним чином у ділянці виличних кісток та рідше крил носа.
- Чорні вугри — аналогічні білим вуграм висипи, але з чорними пробками на вершині.

### Схожі патології
- атерома
- пустула
- фурункул (гостре запалення)
- карбункул
- відкритий комедон (чорна крапка)
- закритий комедон (біла крапка)

## Лікування
У лікуванні хворих рекомендовано: ретиноїди — ізотретиноїн, ретинолу пальмітат; антиандрогени й протизаплідні контрацептиви — андрокур, ципротерон ацетатестрогени — местранол, етинилестрадіол; антибіотики (макроліди, тетрацикліни, кліндаміцин). Виражену себостатичну протизапальну й імуномодулюючу дію справляють роакутан за рахунок інгібування медіаторів запалення лейкотриєнів, СД4 (С. М. Федотов, С. А. Масюкова).
Ефективні препарати цинку, вітаміни групи В. Рекомендовано фізіотерапію: УФО, КВЧ-терапія, лазеротерапія. Жінкам рекомендовано антиандрогенні препарати: «Діана», спиронолактон тощо.
Зовнішньо: спиртові розчини, в тому числі з ефіром, що містять саліцилову кислоту, резорцин; препарати, що містять пірігіон цинку: скин-кап; лосьйон зинерат (еритроміцин-цинковий комплекс), синтетичні ретиноїди: ретин-А, айрол, ефедерм, локацид.
Місцеве застосування естрогенних препаратів варто проводити з великою обережністю. Після лікування з метою профілактики рекомендується дотримання дієти з обмеженням жирів і вуглеводів, контроль за функцією шлунково-кишкового тракту та ін.

## Профілактика
Дотримуйтесь правил особистої гігієни: стежте за чистотою шкіри й волосся. Уникайте застосування жирних кремів, лосьйонів і косметики. Не носіть тугих капелюхів і тісних комірців. Від занадто частого гоління й старанного миття обличчя вже наявне запалення може посилитися.
Харчування повинне бути повноцінним. Виключіть із раціону жирну й гостру їжу. Виділіть достатній час для сну. Уникайте стресів.